# Rudolf Lange
Rudolf Lange (ur. 18 kwietnia 1910 w Weißwasser/Oberlausitz, rejencja legnicka, zm. 23 lutego 1945 w Poznaniu) – oficer nazistowski, dowódca SD i Sipo w Rydze. Jako członek Einsatzgruppen współodpowiedzialny za wymordowanie żydowskiej ludności na Łotwie (Einsatzgruppe A zabiła tam w niecałe 6 miesięcy ponad ćwierć miliona ludzi).

## Życiorys
Był synem inspektora budowy kolei. Ukończył prawo. W 1933 wstąpił do Gestapo w Halle, w tym samym roku wstąpił do SA. W 1934 otrzymał tytuł doktora nauk prawnych. Od 1936 pracował w Głównym Urzędzie Gestapo. W 1937 wstąpił do NSDAP i SS. W 1938 został przeniesiony do Wiednia, a rok później do Stuttgartu. W 1940 został awansowany do stopnia SS-Hauptsturmführera. Najpierw został kierownikiem Gestapo w Weimarze i Erfurcie, a następnie zastępcą szefa Gestapo. W 1941 awansowany do stopnia SS-Sturmbannführera. 
W czerwcu 1941 Lange został przeniesiony do Rygi, gdzie otrzymał funkcję szefa Gestapo i Sipo. Był członkiem Einsatzgruppe A, gdzie dowodził 2. oddziałem operacyjnym. Jednostka ta do grudnia 1941 wymordowała około 60 tysięcy łotewskich, austriackich i niemieckich Żydów. Lange dowodził m.in. dwudniową egzekucją w lesie Rumbula na przedmieściach Rygi, podczas której rozstrzelano co najmniej 25 tysięcy ludzi. W grudniu otrzymał funkcję szefa Sipo i SD na Łotwie. 
20 stycznia 1942 jako praktyk masowych mordów uczestniczył w konferencji w Wannsee w zastępstwie Wyższego Dowódcy Policji i SS obszarów Rußland-Nord i Ostland, SS-Obergruppenführera Friedricha Jeckelna. Był najmłodszym uczestnikiem konferencji. Potem wrócił na Łotwę, gdzie dalej brał udział w masowych mordach, również przy użyciu ciężarówek - komór gazowych. 
W październiku 1944 przeniósł się do Poznania, gdzie przejął zadania dowódcy Sipo i SD w Kraju Warty. W styczniu 1945 awansowany do stopnia SS-Standartenführer. Zginął w lutym 1945 najprawdopodobniej przy próbie odbicia budynku swojego urzędu w Poznaniu. Niektóre źródła podają, że popełnił samobójstwo, gdy został ranny w czasie walk. Jeden z nielicznych oficerów SS, który otrzymał Złoty Krzyż Niemiecki (Deutsches Kreuz).